# Unwritten (singolo)
Unwritten è un singolo della cantante britannica Natasha Bedingfield, il primo estratto dal suo omonimo album.

## Video musicale
Esistono due versioni del video: in quella internazionale Natasha Bedingfield è rappresentata nella copertina di un libro animato in una grande biblioteca, mentre si arrampica sui vari scaffali. Nella versione nordamericana e spagnola la Bedingfield è in un ascensore e ogni qual volta questo si ferma, lei prova nuove esperienze di vita.

## Uso nei media
Il brano è stato usato come colonna sonora negli spot pubblicitari Pantene.
Nel 2021, seguendo il fenomeno virale già avvenuto per altri brani e cantanti, anche Unwritten torna in auge, portando l’artista ad esibirsi nelle televisioni americane con il brano nel 2004 (anziché coi nuovi singoli) sia al programma americano Cantante Mascherato nel 2022, che in altri per tutto il 2023.
Grazie a questo fenomeno la canzone viene scelta per il film del 2023 Tutti tranne te, che nel 2024 porta la canzone ad una nuova popolarità globale, riuscendo a rientrare in varie classifiche ufficiali internazionali.

## Classifiche

### Classifiche settimanali
| Classifica (2004-24) | Posizione massima |
| -------------------- | ----------------- |
| Australia            | 15                |
| Austria              | 1                 |
| Belgio (Fiandre)     | 22                |
| Belgio (Vallonia)    | 50                |
| Canada               | 38                |
| Danimarca            | 28                |
| Estonia              | 40                |
| Francia              | 81                |
| Germania             | 5                 |
| Grecia               | 9                 |
| Irlanda              | 6                 |
| Islanda              | 7                 |
| Israele              | 23                |
| Italia               | 29                |
| Lettonia             | 8                 |
| Lituania             | 15                |
| Lussemburgo          | 9                 |
| Norvegia             | 15                |
| Nuova Zelanda        | 15                |
| Paesi Bassi          | 8                 |
| Panama               | 105               |
| Polonia              | 7                 |
| Portogallo           | 8                 |
| Regno Unito          | 6                 |
| Repubblica Ceca      | 2                 |
| Russia               | 11                |
| Slovacchia           | 1                 |
| Spagna               | 47                |
| Stati Uniti          | 5                 |
| Svezia               | 21                |
| Svizzera             | 4                 |
| Ungheria             | 11                |

### Classifiche di fine anno
| Classifica (2005) | Posizione |
| ----------------- | --------- |
| Paesi Bassi       | 87        |
| Classifica (2006) | Posizione |
| Stati Uniti       | 6         |
| Classifica (2024) | Posizione |
| Australia         | 40        |
| Austria           | 5         |
| Canada            | 91        |
| Danimarca         | 76        |
| Estonia           | 145       |
| Germania          | 14        |
| Islanda           | 30        |
| Nuova Zelanda     | 39        |
| Paesi Bassi       | 49        |
| Polonia           | 74        |
| Portogallo        | 42        |
| Regno Unito       | 25        |
| Svezia            | 64        |
| Svizzera          | 24        |
| Ungheria          | 84        |